# Benedict J. Fenwick
Benedict Joseph Fenwick, né le 3 septembre 1782 à Leonardtown (Maryland) aux États-Unis et décédé le 11 août 1846 à Boston (Massachusetts), aux États-Unis, était un prêtre jésuite américain et évêque de Boston de 1825 à sa mort en 1846.

## Biographie

### Origines et formation
Descendant d’une famille du Northumberland (Angleterre) dont les ancêtres remontent à 1180, Benedict est né le 3 septembre 1782 au manoir des Fenwick, au Maryland. Ses parents sont George Fenwick II et Margaret Medley et deux de ses frères - Enoch (1778-1823) et George Ignace (1801-1857) - furent également jésuites. La famille (avec Cuthbert Fenwick) appartient au premier groupe de colons catholiques installés au Maryland. 
En 1793 Benedict est étudiant au collège de Georgetown, fondé quatre ans auparavant par Mgr John Carroll.  Souhaitant être prêtre il suit ensuite les cours de théologie du séminaire catholique du diocèse de Baltimore. Cependant, dès qu’il apprend que la Compagnie de Jésus est (partiellement) rétablie aux États-Unis, avec affiliation aux Jésuites de Russie, Benedict y demande son admission (8 octobre 1806). Avec son frère Enoch et quatre autres ils forment le premier groupe de novices jésuites américains, à Georgetown. Il est ordonné prêtre le 8 juin 1808, par Mgr Leonard Neale, dès la fin de son noviciat.

### Mission de New York
Après son noviciat, le jeune prêtre est affecté (1808) à la mission de New York, où pendant neuf ans il assiste l’administrateur apostolique, Mgr Anthony Kohlmann, à unifier l’Église catholique dans le diocèse de New York qui vient d’être créé (1808). Concomitamment il est curé de la paroisse Saint-Pierre (‘Barclay Street’).
En 1817 le père Fenwick est nommé directeur du collège de Georgetown et un an plus tard il est envoyé  à Charleston, en Caroline du Sud pour y réconcilier les factions (souvent d’origine nationale) qui divisent l’Église.  Ayant démontré son efficacité en tant qu’administrateur et pasteur, il est nommé (1819) Vicaire général des deux Carolines et de la Géorgie et curé de Sainte-Marie à Charleston. 

### Évêque de Boston
En 1822 il est de retour à Georgetown pour y être, pour la seconde fois, directeur. Il y succède à son frère Enoch. Il le sera jusqu’en 1825.  Cependant le rappel en France de Mgr de Cheverus, premier évêque de Boston, rend le siège épiscopal vacant.  Choisi pour le remplacer le père Fenwick est ordonné évêque à Baltimore, le 1 novembre 1825, des mains de Mgr Ambroise Marechal. 
À Boston, la responsabilité pastorale de Fenwick s’étend sur quelques communautés dispersées sur le vaste territoire des six comtés de la Nouvelle-Angleterre. Il a trois prêtres avec lui, pour la direction de huit paroisses. Une de ses premières décisions est d’ouvrir un séminaire dans sa propre résidence. 
Pour le reste il continue le travail initié par son prédécesseur lorsque Boston devint un diocèse. Mgr Fenwick étend l’Église catholique à tous les secteurs de la Nouvelle-Angleterre et érige des paroisses dans chacun des comtés. Plus de trente églises sont construites et le nombre de prêtres passe à environ vingt-cinq. De 4000, en 1825, la population catholique passe à environ 60 000 fidèles à sa mort. Il est particulièrement attentif aux fidèles indigènes et n’hésite pas à prendre leur défense, lorsque nécessaire, contre des colons européens. 
Fenwick fait preuve d’initiative et de tact dans le traitement de l’opposition aux catholiques en Nouvelle-Angleterre.  Il utilise la presse écrite et la prédication pour arriver à ses fins. En septembre 1829 il fonde le premier journal catholique de Boston : ‘The Jesuit, or, Catholic Sentinel’, précurseur du ‘The Pilot’ (à partir de 1836). En 1831, il participe, dans sa cathédrale, à une série de conférences sur l’anticatholicisme. 
En 1834 Mgr Fenwick doit faire face à une grave crise : le couvent des Ursulines qu’il avait installé dans le quartier Charlestown de Boston est incendié par des Protestants durant la nuit du 11 août 1834. Il a fort à faire pour que les catholiques ne se lancent pas dans des actes de représailles, et empêcher de nouvelles violences.
Une des réalisations les plus importantes de Fenwick en Nouvelle-Angleterre est la fondation (en 1843) du ‘Holy Cross College’ à Worcester, Massachusetts, première école catholique en Nouvelle-Angleterre. En 1846, cinq jours avant sa mort, il le confie aux Jésuites.  
Mgr Benedict J. Fenwick meurt à Boston le 11 août 1846. Sa personnalité et son ouverture donnèrent au catholicisme un nouveau niveau d’appréciation et de respect dans une région dominée par les protestants.  Par sa participation à cinq synodes régionaux de Baltimore son influence dépassa largement les limites de son diocèse. 

## Écrits
- A Brief Account of the Settlement of Maryland with a Notice of St. Inigoes, dans Woodstock Letters, vol.9 (1880), pp.167-180.
- Memoirs to serve for the future: Ecclesiastical History of the Diocese of Boston, Yonkers, 1978.